# Justicia prevostiae
Justicia prevostiae är en akantusväxtart som beskrevs av Wassh.. Justicia prevostiae ingår i släktet Justicia och familjen akantusväxter. Inga underarter finns listade i Catalogue of Life.